# Сторічні дубові насадження природного походження (ділянка 11)

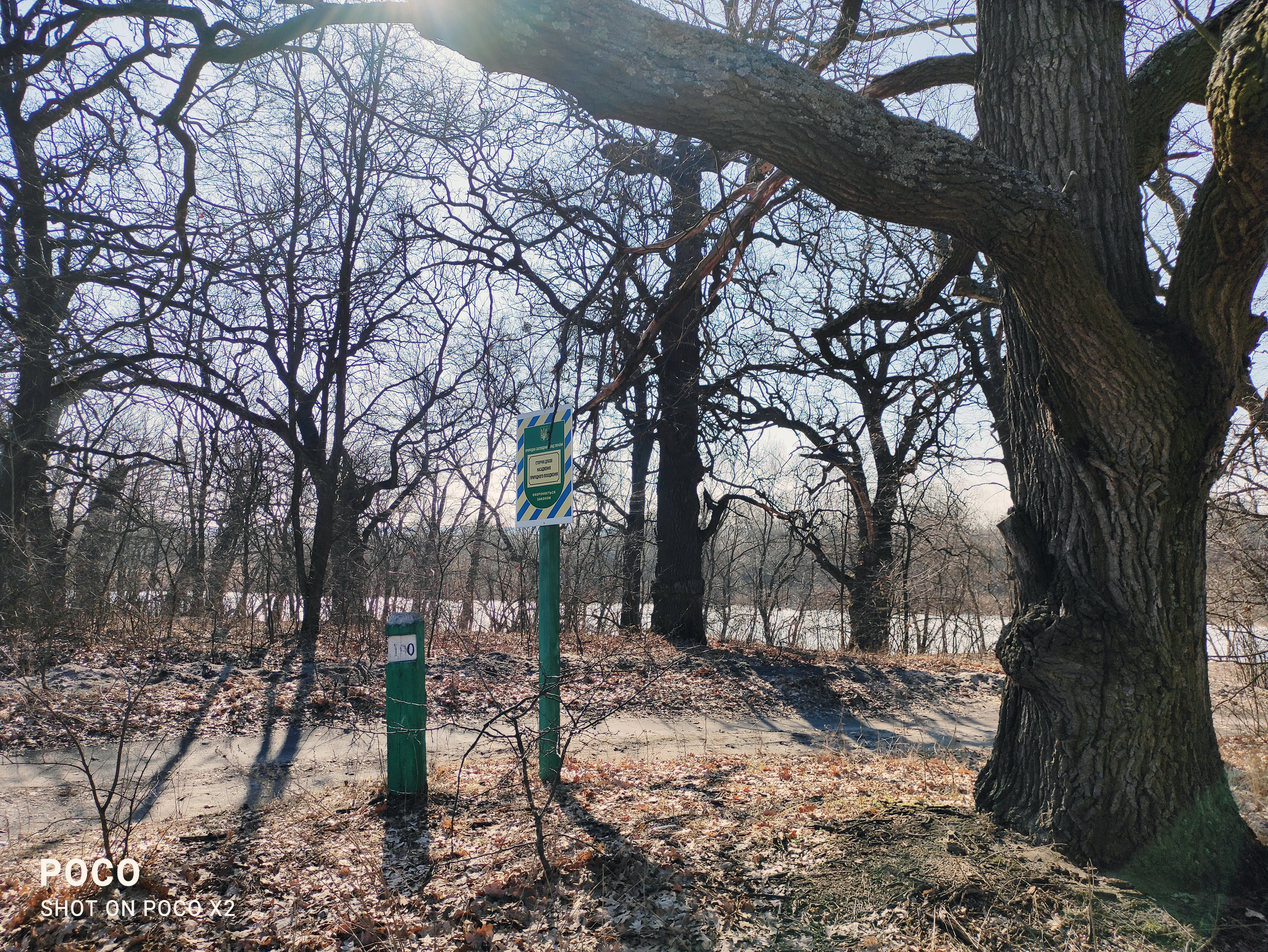

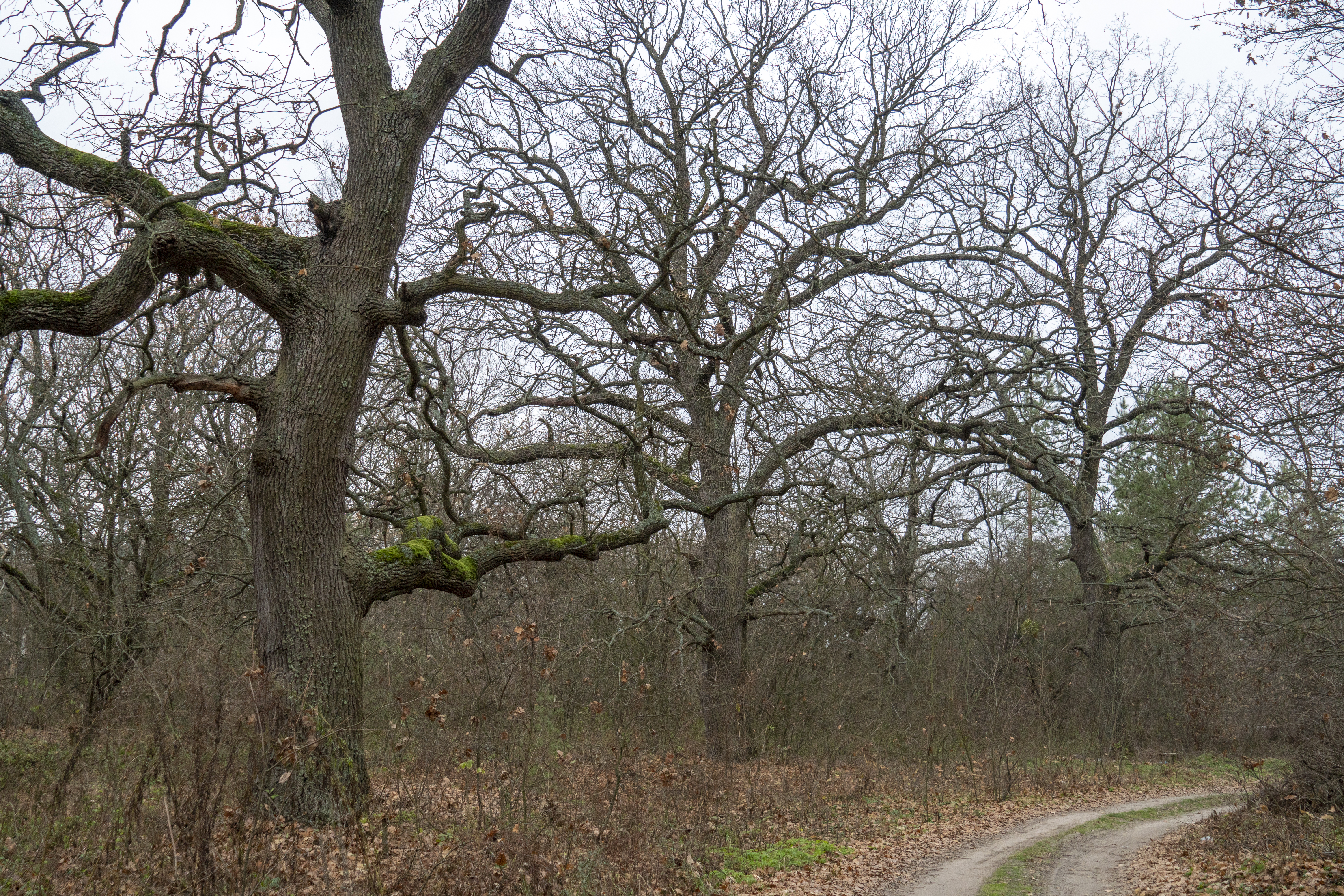

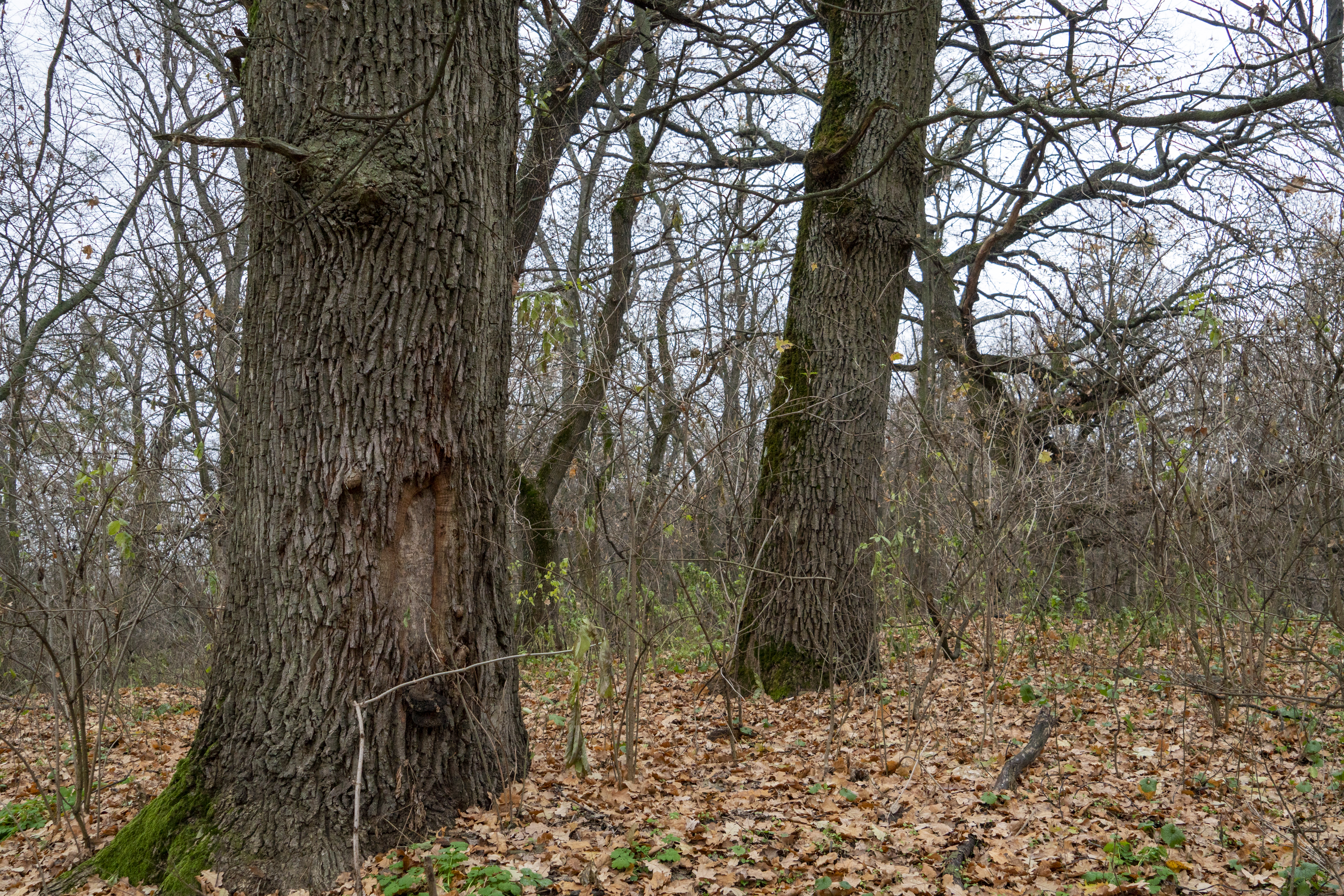

Сторічні дубові насадження природного походження — ботанічна пам'ятка природи місцевого значення. Пам'ятка природи розташована в  Новомосковському районі Дніпропетровської області, Новомосковський військлісгосп кв. 190, діл. 11.
Площа — 7,0 га, створено у 1972 році.